# Pacto entre caballeros (1936)
El «Pacto entre caballeros» fue el nombre que recibió el acuerdo alcanzado entre el Gobierno austriaco presidido por Kurt Schuschnigg y el alemán encabezado por Adolf Hitler el 11 de julio de 1936 para poner fin a la tensión que caracterizaba las relaciones bilaterales entre las dos naciones desde la ascensión al poder de este último.

## Antecedentes
La ruptura final del frente de Stresa por la invasión italiana de Etiopía hizo que Italia buscase el apoyo de Alemania, única potencia europea que había reaccionado con cierta benevolencia a la expansión colonial italiana y que en marzo de 1936 había infringido impunemente el Tratado de Versalles. Deseoso de mejorar las relaciones con Berlín, Mussolini indicó a sus protegidos austriacos la conveniencia de poner fin a las tensas relaciones austro-germanas.
Indicando la imposibilidad de que Italia, enfrascada en la guerra africana, defendiese por sí sola Austria, aconsejó la reducción de las desavenencias austro-germanas. Recomendó a los austriacos cesar sus contactos con la Pequeña Entente y apartar del Gobierno a las figuras más abiertamente antinazis, como el caudillo de la Heimwehr Ernst Rüdiger Starhemberg. Estos consejos del mandatario italiano, realizados durante la reunión de los firmantes de los Protocolos de Roma en marzo de 1936, causaron un hondo e inmediato cambio en la política exterior austriaca. Siguiendo las indicaciones italianas, el canciller Schuschnigg abandonó las negociaciones con la Pequeña Entente, destituyó a Starhemberg y emprendió contactos con los alemanes en las semanas siguientes a la conferencia de Roma. Las conversaciones bilaterales mantenidas entre mayo y julio avanzaron rápidamente, con el beneplácito de Mussolini. Tras la visita de Schuschnigg a este a comienzos de junio en la que el caudillo italiano encareció al canciller la conveniencia de que los dos Estados alcanzasen pronto un acuerdo que pusiese fin a sus pasadas disputas, el mandatario austriaco tomó el control de las negociaciones, que concluyeron el 11 de julio con la firma del «pacto entre caballeros».

## Contenido del acuerdo
En el comunicado oficial, resultado del pacto entre el canciller austriaco y el embajador alemán Franz von Papen favorecido por el primer ministro italiano Benito Mussolini, se recalcó el deseo compartido de poner fin a las desavenencias entre los dos países que habían marcado las relaciones bilaterales austro-germanas durante los años anteriores. En el anuncio, se incluyó la promesa de cada Estado de abstenerse de cualquier intromisión en los asuntos internos del otro, la admisión alemana de la completa independencia austriaca y el deseo austriaco de vincular su política exterior a la del Reich.
La parte del concierto que no se comunicó públicamente incluía un plan de cooperación en aspectos políticos, económicos y culturales entre las dos naciones. El convenio englobaba diversas medidas, entre las que se encontraban: la reducción de la censura de prensa, la amnistía de los presos nazis, la abolición de las limitaciones de viaje entre ambos Estados y el establecimiento de un sistema para dirimir posibles disputas futuras.

## Consecuencias
Al comienzo, tanto Alemania como Austria alabaron el acuerdo, creyendo que permitiría la mejora de las relaciones mutuas. Austria esperaba que condujese a la mengua del terrorismo nazi y a un aumento del comercio con el Reich. Schuschnigg, convencido de haberse librado de su anterior dependencia de la Heimwehr gracias al pacto con los nacionalsocialistas, disolvió esta el 10 de octubre. Para Alemania, el pacto suponía la eliminación del fracaso del golpe de julio y un avance en el proceso de infiltración en el país vecino.
El Gobierno austriaco cumplió gran parte de las obligaciones contenidas en el pacto: amnistió a unos diecisiete mil presos y anuló más de doce mil juicios que se encontraban entonces en proceso; redujo la censura de prensa e incluyó a dos ministros filonazis en el consejo —Odo Neustädter-Stürmer y Edmund Glaise-Horstenau, responsables respectivamente de Seguridad Pública e Interior—. Esto no satisfizo, no obstante, a Berlín, que continuó exigiendo nuevas concesiones del Gobierno vienés.
Las diferencias en la interpretación del pacto eran enormes: para el canciller austriaco, reflejaba el límite de las concesiones que estaba dispuesto a realizar a Alemania para mejorar las relaciones con el país vecino; para Hitler, suponía un mero paso en el proceso de absorción de la república alpina. En todo caso, el concierto limitó notablemente la política exterior austriaca, obligada a mantener a partir de entonces la cooperación con la posición alemana. Las esperanzas austriacas de haber eliminado la intromisión alemana en la política nacional se vieron pronto frustradas. Por consiguiente, las relaciones entre los dos países continuaron siendo tensas.
Italia aprobó con vehemencia el acuerdo entre los dos Estados alemanes y lo presentó como un triunfo de la diplomacia nacional. La inclusión del respeto del Reich a la independencia austriaca persuadió a Mussolini de que el pacto eliminaba la amenaza de una anexión del pequeño país por su vecino del norte. El acuerdo eliminaba además el principal escollo de las relaciones italo-germanas. En la práctica, Italia abandonaba con la aceptación del pacto y del carácter alemán de Austria su anterior papel de protector de esta ante las agresiones externas. Permitía la disolución de la Heimwehr, la inclusión de ministros nazis en el Gobierno austriaco y el aumento de la influencia alemana en Austria a cambio de la mejora de las relaciones con el Reich, de la aparente desaparición del peligro de anexión y de la participación italiana en cualquier modificación futura de la situación en el país.